# 그레이하운드 (2020년 영화)
《그레이하운드》(Greyhound)는 미국에서 제작된 에런 슈나이더 감독의 전쟁 드라마 영화이다. 톰 행크스 등이 주연으로 출연하였으며 각본과 제작도 톰 행크스가 맡았다. 혼블로워 시리즈로 유명한 소설가 C. S. 포레스터의 《굿 셰퍼드》(The Good Shepherd)가 원작이다. 제2차 세계 대전의 대서양 전투를 배경으로 독일군의 유보트에 맞선 미 해군 호송선장의 이야기를 다룬다.
기존 2020년 6월 12일에 북미 개봉 예정이었다. 하지만 코로나19 범유행으로 인해 연기되었다가 결국 극장 개봉 계획이 무산되고 2020년 7월 10일 애플 TV+를 통해 공개되었다.

## 줄거리
1942년 2월, 37척의 연합군 수송선단 HX-25는 리버풀로 향하던 중, 항공 지원이 닿지 않는 대서양 중앙의 '검은 구덩이'(Black Pit)에 진입한다. 이 선단을 호위하는 것은 미국 해군 구축함 키링(무선 호출 부호 '그레이하운드'), 영국 해군 구축함 제임스('해리'), 폴란드 해군 구축함 빅토르('이글'), 캐나다 해군 코르벳함 다지('디키') 총 4척이다. 그레이하운드의 함장 어니스트 크라우스는 호위 함대의 총 지휘관이지만, 풍부한 해군 교육에도 불구하고 실전 경험이 부족한 초임 지휘관이다.
'검은 구덩이'에 들어선 지 3일째, 독일 잠수함 U보트의 무선 신호가 포착되고, 그레이하운드는 U보트가 선단을 향해 접근하는 것을 확인한다. 크라우스는 U보트를 격침시키는 데 성공하지만, 곧바로 다른 U보트가 그리스 상선을 침몰시킨다. 그레이하운드 역시 어뢰 공격을 받지만, 기동으로 피한다. 이후 여러 척의 U보트들이 선단을 포위하고 야간에 공격을 준비하는 늑대떼 전술을 펼친다. 야간 공격으로 유조선이 어뢰에 맞아 침몰하고, 크라우스는 생존자 구조를 우선시하다가 다른 수송선 한 척을 추가로 잃는다. 한 U보트 승무원은 '회색 늑대'라는 이름으로 무선 도발을 해오고, 이후 야간 공격으로 세 척의 수송선을 더 침몰시킨다.
다음 날 아침, 그레이하운드에는 남은 폭뢰가 6개밖에 없다는 사실이 확인된다. 그레이하운드와 디키는 협공하여 U보트 한 척을 격침시키지만, 디키는 근접 공격으로 손상을 입고, 그레이하운드 역시 U보트의 갑판포 공격을 받는다. 공격으로 인해 몇 명의 선원들이 사망하고, 그들을 위한 장례식이 진행되는 와중에도 독일군은 연합군 함선을 공격한다. '이글' 역시 큰 피해를 입고 결국 침몰한다. 크라우스는 남은 호위 함선들에게 위험이 될 것을 알면서도 무선 침묵을 깨고 해군 본부에 구조를 요청한다. 구조 요청에 대한 답신으로 항공 지원이 올 것이라는 내용과 함께 지정된 장소가 수정된다.
항공 지원이 도착하기 직전, 그레이하운드는 두 척의 U보트와 전투를 벌인다. 치열한 전투 끝에 '회색 늑대' U보트를 격침시키고, 이후 영국 공군의 카탈리나 비행정이 도착하여 남은 U보트 한 척을 격침시킨다. 이후 도착한 구조 호위함 다이아몬드는 그레이하운드를 포함한 세 척의 구축함을 수리 및 재정비를 위해 데리로 복귀시킨다. 크라우스는 U보트 4척을 격침시킨 공로를 인정받고, 새로운 항로를 설정하자 수송선단의 승객과 승무원들은 그레이하운드 승무원들에게 환호한다. 지친 크라우스는 침실로 돌아가 잠에 든다.

## 출연
- 톰 행크스 - 어니스트 크로스 중령 역
- 엘리자베스 슈 - 에바 크로스 역
- 스티븐 그레이엄 - 찰리 콜 역
- 롭 모건 - 클리블랜드 역
- 마누엘 가르시아룰포 - 멜빈 로페스 역
- 칼 글루스먼 - 레드 엡스틴 역
- 톰 브리트니 - 왓슨 중위 역
- 데빈 드루이드 - 호머 월리스 역